# 八卦山紅毛井
八卦山紅毛井，是位於臺灣彰化縣彰化市中山里、彰化市公會堂右後的水井，列為彰化縣歷史建築。

## 狀況
彰化縣屬於沖積扇平原，受濁水溪流域土壤偏砂質影響，土壤過濾效果較差，導致地下水質礦物質多、硬度高，口感不佳，水垢易生。早在嘉慶年間胡應魁所寫的的古月井記碑就紀錄彰化縣城水質不佳，但城外的番仔井和紅毛井適合飲用。其中紅毛井位在八卦山西麓、彰化市公會堂右後方、旁有辜母薛太夫人墓。井內徑是一百五十八公分。有關此井的早期歷史記載甚少，有說開鑿於崇禎年間、或說永曆年間荷蘭占據臺灣時就存在。井旁的土地公廟是信眾陳腰等人於1976年興建，並裝有門牌中山里中山路二段542-11號。
彰化市自來水未普及前，八卦山麓居民吃喝用都依靠紅毛井。居民傳說井曾一度乾涸，後來彰化城隍廟城隍爺出巡，水又復源。相傳該井水能治療高血壓，如彰化市文化里里長高惠嘉罹患高血壓後，就常喝此泉水。 彰化市的自來水若未加裝濾水器，會結有石灰垢，此井水卻沒有這種現象。1987年報導除一般民眾排隊取水外，因當地茶藝館會以每二十公升二十五元的價格購買該井水，便有職業汲水工自備抽水馬達、提供每日或隔日按時去收空桶的代運服務。市公區為了避免孩童及樹葉、雜物掉進此井，特地在井口加封鋼板，並裝上手壓幫浦供人抽水。
隨著紅毛井隨附近居民增多，家庭汙水持續滲漏，使得大腸桿菌菌落數變高。八卦山的泉水還有兩大污染源，一是八卦山隧道因汽車廢氣產生的有毒污垢，二是上游南投縣施用肥料的污水。1988年新聞，因彰化縣衛生局公布該井水含有過量大腸桿菌、且埔里泉水價格是二十公升二十元，水質又不輸紅毛井水，彰化市的礦泉水市場被埔里水取代。當年埔里礦泉水業者到處散發促銷宣傳單，宣稱水與釀造埔里紹興酒的水源相同，可生飲、烹調、泡茶，保證清純甘甜。1996年時，已不見有人來紅毛井排隊。

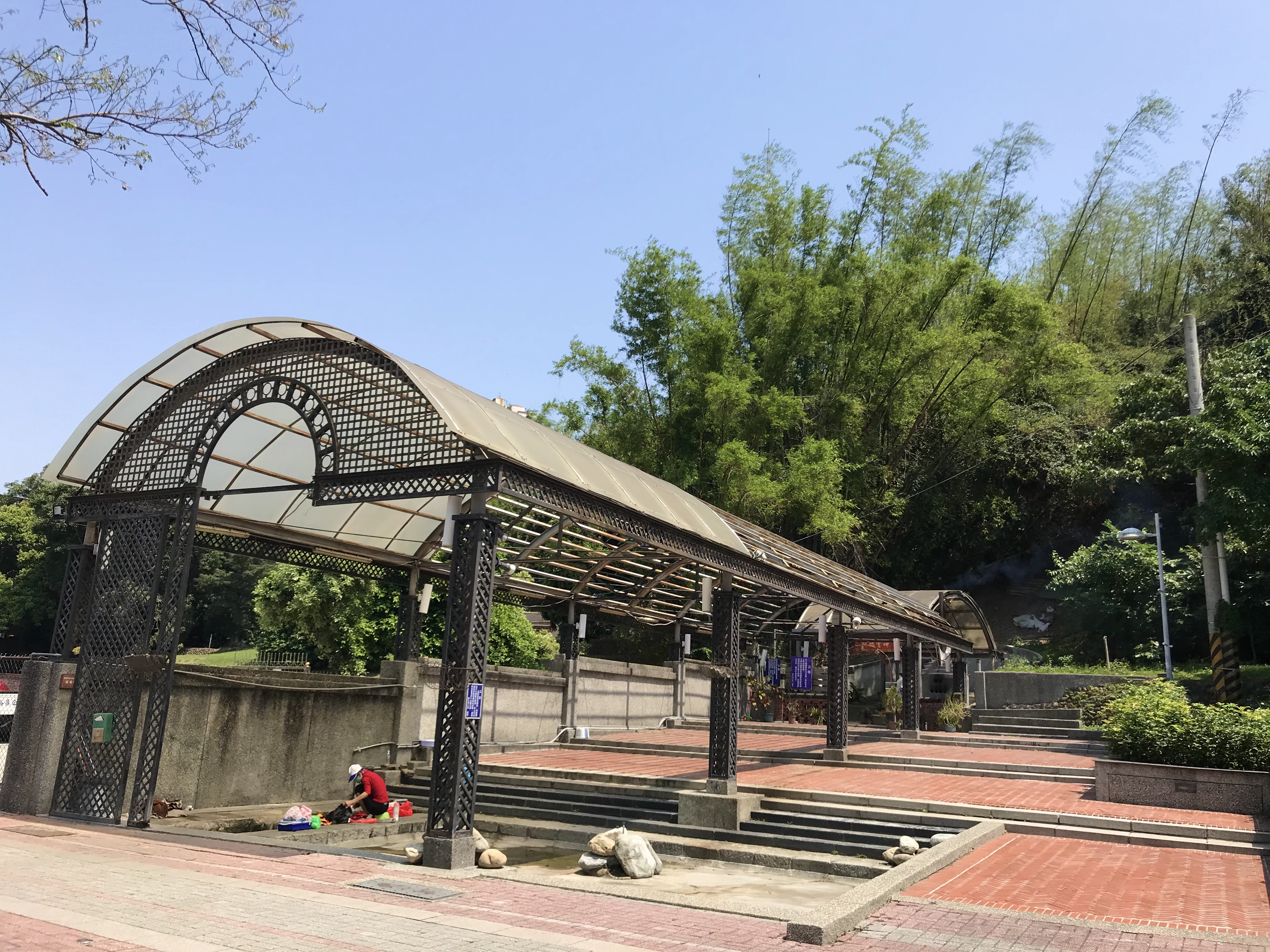
洗衣池

紅毛井也曾是彰化市洗衣的大本營，職業洗衣婦還會依輩分佔位置，越近井旁就輩分越高，包括收取、曬乾到折疊的費用在1980年代一個月一人份收七、八百元。國票案受害者王慶祥的母親家道中落後在此替人洗衣，扶養三名子女長大。洗衣婦表示，此水洗衣非常清潔，尤其白衣服都不會變黃。井前架有二十公尺的長廊形棚架，並埋設暗管引井水至前面的洗衣池。在此洗衣需以肥皂，而不用洗衣粉，因泡沫會使流動水攪混妨礙他人搗衣。九二一大地震後，彰化自來水受震災影響一時供應不足，許多婦女便聚在此洗衣。隨著職業洗衣婦老成凋謝、再加上自動洗衣普遍、洗衣池整修後變小，2005年僅剩老婦林阿幼以此為業。
紅毛井曾列為彰化縣第十四號古蹟。彰化市公會堂空間再利用時，此井周圍也整修。